# Curt Andstén
Curt Magnus Wilhelm Andstén (ur. 12 września 1881 w Helsinkach, zm. 1 czerwca 1926 tamże) – fiński żeglarz, olimpijczyk.
Na regatach rozegranych podczas Letnich Igrzysk Olimpijskich 1912 wystąpił w klasie 8 metrów zajmując 4 pozycję. Załogę jachtu Örn tworzyli również Gustaf Estlander, Bertel Juslén, Carl-Oscar Girsén i Jarl Andstén.
Brat Jarla Andsténa, również żeglarza-olimpijczyka.